# Péter Sidi
Péter Sidi (nascido em 11 de setembro de 1978) é um atirador esportivo húngaro que competiu nos Jogos Olímpicos de Verão de 2016 no Rio de Janeiro representando a Hungria.